# Station Warmond

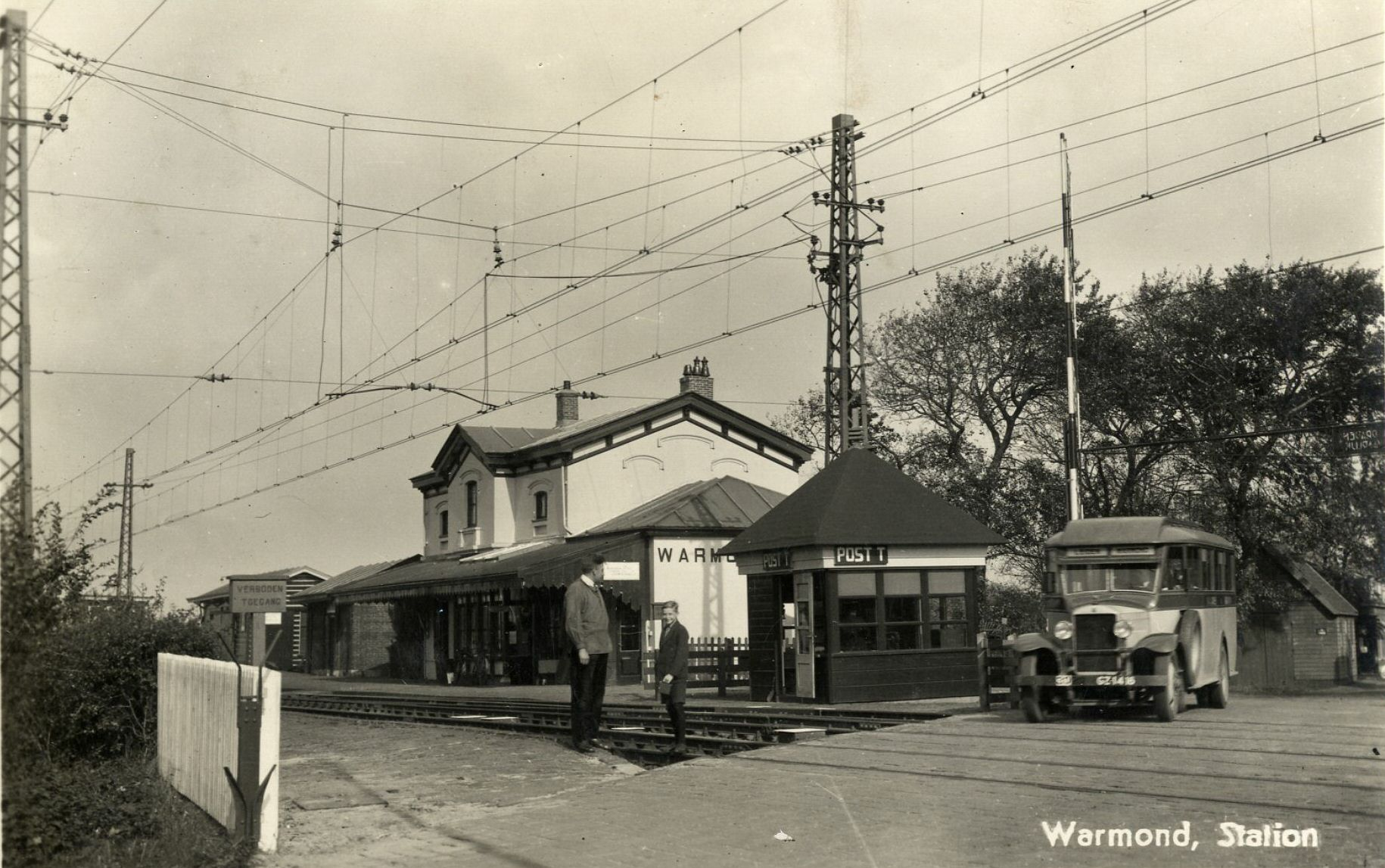
Voormalig station Warmond

Station Warmond is een voormalig spoorwegstation aan de spoorlijn Amsterdam - Rotterdam ("Oude Lijn"). Het bevond zich tussen het station Leiden en de plek waar sinds 1981 de Schiphollijn aftakt.
Het station werd geopend op 1 november 1843 ter vervanging van de op 7 augustus 1842 geopende spoorweghalte Postbrug, die al snel gesloten was bij gebrek aan reizigers. Station Warmond lag gunstiger ten opzichte van de bewoonde wereld. Het stationsgebouw dateerde uit 1864. Het station werd voor regulier reizigersvervoer gesloten op 22 oktober 1945, nadat er sinds de Spoorwegstaking van 1944 al geen treinen meer waren gestopt.
Vervolgens viel Warmond in de categorie "stations, niet geopend voor normaal reizigersverkeer". Van 1946 tot 1956 stopten op zondagen in het voorjaar en/of de zomer enkele treinen voor watersporters of toeristen naar de Bollenstreek. Voor het laatst gebeurde dat op 29 april 1956. De officiële sluitingsdatum van het station was al op 14 september 1952. Het stationsgebouw werd, precies honderd jaar oud, in 1964 gesloopt. Op de plaats waar vroeger het station was, is het traject viersporig.
Kort voor de opening van het station vond bij Warmond op 10 maart 1843 het eerste spoorwegongeval in Nederland plaats waarbij een dode was te betreuren. Vanwege een niet goed vergrendelde brug over de Warmonder Leede ontspoorde de HIJSM-locomotief Vesta tijdens een proefrit.
−1: Amsterdam Centraal ·
−1: Amsterdam Westerdok ·
0: Amsterdam Willemspoort ·
0: Amsterdam d'Eenhonderd Roe ·
3: Amsterdam Sloterdijk ·
9: Halfweg-Zwanenburg ·
14: Haarlem Spaarnwoude
17: Haarlem ·
21: Heemstede-Aerdenhout ·
25: Vogelenzang ·
28: Hillegom ·
30: Veenenburg ·
32: Lisse ·
36: Piet Gijzenbrug ·
38: Voorhout ·
41: Postbrug ·
42: Warmond ·
46: Leiden Centraal ·
48: De Vink ·
51: Voorschoten ·
54: Statistiek ·
57: Den Haag Mariahoeve ·
59: Den Haag Laan van NOI ·
61: Den Haag HS ·
63: Den Haag Moerwijk ·
65: Rijswijk ·
69: Delft ·
71: Delft Campus ·
77: Kethel ·
80: Schiedam Centrum ·
82: Beukelsdijk ·
84: Rotterdam Delftse Poort ·
84: Rotterdam Centraal